# Виф
Виф (фр. Vif) — коммуна во Франции, находится в регионе Рона — Альпы. Департамент коммуны — Изер. Входит в состав кантона Пон-де-Кле. Округ коммуны — Гренобль.
Код INSEE коммуны — 38545. Население коммуны на 2012 год составляло 7975 человек. Населённый пункт находится на высоте от 277 до 1263 метров над уровнем моря. Муниципалитет расположен на расстоянии около 500 км юго-восточнее Парижа, 105 км юго-восточнее Лиона, 16 км южнее Гренобля. Мэр коммуны — Guy Genet, мандат действует на протяжении 2014—2020 годов.
Динамика населения (INSEE):